# Soka (Bawang)
Soka is een bestuurslaag in het regentschap Batang van de provincie Midden-Java, Indonesië. Soka telt 1620 inwoners (volkstelling 2010).